# 称念寺 (千葉県長南町)
称念寺（しょうねんじ）は、千葉県長生郡長南町千田にある浄土宗の寺院。

## 縁起
寺伝によれば徳治2年（1307年）遊行2代他阿真教によって創建されたとされるが、一説によれば建治元年（1275年）その師である一遍によって創建されたともいう。いずれにせよ江戸時代初期までは時宗に属していたが、浄土宗の僧霊巌によって浄土宗に改められ、江戸幕府から朱印状が与えられていた。本尊の阿弥陀如来は「歯吹如来」（はぶきにょらい）などと称されて信仰され、江戸時代には出開帳が行われていた。
現在の本堂は享保15年（1730年）に完成したもので千葉県の有形文化財に指定されている。欄間には、江戸時代の房総の名彫刻師、武志伊八良信由の晩年の傑作「龍三体の図」がある。

## 文化財
- 千葉県指定有形文化財[3]
  - 称念寺本堂附厨子1基・棟札3枚

## 交通アクセス
高速道路での最寄りインターチェンジは首都圏中央連絡自動車道（圏央道）茂原長南インターチェンジとなる。
東日本旅客鉄道外房線茂原駅より小湊鉄道バスで千手堂バス停留所下車、徒歩約3分